# Пам'ятки історії Кропивницького району
У Кропивницькому районі Кіровоградської області на обліку перебуває 79 пам'яток історії.
| № пп | Охорон. номер         | Найменування пам'ятки | Місцезнаходження пам'ятки                                            | Епоха                                       | Значення    | Рішення                                                 |
| ---- | --------------------- | --- | -------------------------------------------------------------------- | ------------------------------------------- | ----------- | ------------------------------------------------------- |
| 1    | 317                   | Братська могила радянських воїнів. Поховано 103 воїни                                                                                                  | с. Аврамівка, Могутненська с/р, центр                                | 1944 р.                                     | місцева     | № 404 від 17.09.69                                      |
| 2    | 318                   | Братська могила радянських воїнів. Поховано 230 воїнів                                                                                                 | с. Аджамка, Аджамська с/р, біля адмін. будинку                       | 1944                                        | місцева     | № 404 від 17.09.69                                      |
| 3    | 319                   | Пам'ятник воїнам-землякам | с. Аджамка, Аджамська с/р, центр                                     | 1941—1945 рр.                               | місцева     | № 404 від 17.09.69                                      |
| 4    | 321                   | Пам'ятник Боженку В. Н. – герою громадянської війни | с. Бережина, Бережанська с/р, біля с/р                               | 1871—1919 рр.                               | місцева     | № 404 від 17.09.69                                      |
| 5    | 1006                  | Місце хати, в якій жив Боженко В. Н. — герой громадянської війни                                                                                       | с. Бережинка, Бережинська с/р, біля с/р                              | 1871—1919 рр.                               | місцева     | № 301 від 25.06.82                                      |
| 6    | 322                   | Братська могила радянських воїнів. Поховано 18 воїнів                                                                                                  | с. Бережинка, Бережинська с/р, центр                                 | 1944 р.                                     | місцева     | № 404 від 17.09.69                                      |
| 7    | 323                   | Пам'ятний знак воїнам-землякам | с. Бережинка, Бережинська с/р, біля музею                            | 1941—1945 рр.                               | місцева     | № 404 від 17.09.69                                      |
| 8    | 324 324/1 324/2       | Братська могила радянських воїнів та пам'ятний знак воїнам-землякам. Поховано 27 воїнів                                                                | с. Велика Северинка, Великосеверинівська с/р, біля адмін. будинку    | 1944 р., 1941—1945 р.                       | місцева     | № 404 від 17.09.69                                      |
| 9    | 325                   | Братська могила радянських воїнів. Поховано 33 воїни                                                                                                   | с. Веселівка, Веселівська с/р, біля Будинку культури                 | 1944 р.                                     | місцева     | № 404 від 17.09.69                                      |
| 10   | 2226                  | Могила лейтенанта Новожилова О. — радянського воїна | с. Веселівка, Веселівська с/р, кладовище                             | 1944 р.                                     | місцева     | № 65 від 21.03.89                                       |
| 11   | 326                   | Пам'ятний знак воїнам-землякам | с. Веселівка, Веселівська с/р, околиця                               | 1941—1945 рр.                               | місцева     | № 404 від 17.09.69                                      |
| 12   | 327                   | Братська могила радянських воїнів. Поховано 127 воїнів                                                                                                 | с. Високі Байраки, Високобайрицька с/р, парк                         | 1944 р.                                     | місцева     | № 404 від 17.09.69                                      |
| 13   | 2256 2256/1 — 2256/16 | Група могил радянських воїнів | с. Високі Байраки, Високобайрицька с/р, кладовище                    | 1944 р.                                     | місцева     | № 104 від 15.04.91                                      |
| 14   | 328                   | Пам'ятний знак воїнам-землякам | с. Високі Байраки, Високобайрицька с/р, біля адмін. буд.             | 1941—1945 рр.                               | місцева     | № 404 від 17.09.69                                      |
| 15   | 329                   | Братська могила радянських воїнів. Поховано 382 воїни                                                                                                  | с. Вишняківка, Вишняківська с/р, центр                               | 1944 р.                                     | місцева     | № 404 від 17.09.69                                      |
| 16   | 330 330/1 330/2       | Братська могила радянських воїнів та пам'ятний знак воїнам-землякам. Поховано 10 воїнів                                                                | с. Вільне, Вільненська с/рада, біля Будинку культури                 | 1941—1945 р.                                | місцева     | № 404 від 17.09.69                                      |
| 17   | 331                   | Братська могила радянських воїнів. Поховано 1391 воїн                                                                                                  | с. Володимирівка, Володимирівська с/р, біля школи                    | 1944 р.                                     | місцева     | № 404 від 17.09.69                                      |
| 18   | 332                   | Пам'ятний знак воїнам-землякам | с. Володимирівка, Володимирівська с/р, біля лікарні                  | 1941—1945 рр.                               | місцева     | № 404 від 17.09.69                                      |
| 19   | 1270                  | Пам'ятний знак радянським воїнам, спаленим німецько-фашистськими загарбниками                                                                          | с. Володимирівка, Володимирівська с/р, східна околиця                | 1944 р.                                     | місцева     | № 149 від 10.05.88                                      |
| 20   | 333                   | Пам'ятний знак воїнам-землякам | с. Гаївка, Гаївська с/р, біля Будинку культури                       | 1941—1945 рр.                               | місцева     | № 404 від 17.09.69                                      |
| 21   | 334                   | Братська могила радянських воїнів. Поховано 549 воїнів.                                                                                                | с. Ганнинське, Крупська с/р, біля школи                              | 1944 р.                                     | місцева     | № 404 від 17.09.69                                      |
| 22   | 1007                  | Пам'ятник Чапаєву В. І. — герою громадянської війни | с. Грузьке, Грузьківська с/р, біля магазину                          | 1887 — 1919 рр.                             | місцева     | № 301 від 25.06.1982                                    |
| 23   | 335                   | Братська могила радянських воїнів. Поховано 305 воїнів                                                                                                 | с. Грузьке, Грузьківська с/р, парк                                   | 1944 р.                                     | місцева     | № 404 від 17.09.69                                      |
| 24   | 336                   | Пам'ятник воїнам землякам | с. Грузьке, Грузьківська с/р, біля Будинку культури                  | 1941—1945 р.                                | місцева     | № 404 від 17.09.69                                      |
| 25   | 337                   | Братська могила радянських воїнів. Поховано 373 воїни                                                                                                  | с. Іванівка, Іванівська с/р, біля магазину                           | 1944 р.                                     | місцева     | № 404 від 17.09.69                                      |
| 26   | 338                   | Пам'ятний знак воїнам-землякам | с. Іванівка, Іванівська с/р, біля адмін. будинку                     | 1941—1945 р.                                | місцева     | № 404 від 17.09.69                                      |
| 27   | 339                   | Братська могила радянських воїнів. Поховано 26 воїнів                                                                                                  | с. Івано-Благодатне, І.-Благодатненська с/р, біля Будинку культури   | 1944 р.                                     | місцева     | № 404 від 17.09.69                                      |
| 28   | 340 340/1 340/2       | Братська могила радянських воїнів. Пам'ятний знак воїнам-землякам. Поховано 47 воїнів                                                                  | с. Калинівка, Калинівська с/р, біля школи                            | 1944 р, 1441—1945 рр.                       | місцева     | № 404 від 17.09.69                                      |
| 29   | 2227                  | Могила радянського воїна | с. Калинівка, Калинівська с/р, кладовище                             | 1944 р.                                     | місцева     | № 65 від 21.02.89                                       |
| 30   | 2228                  | Братська могила радянських воїнів. Кількість невідома                                                                                                  | с. Кандаурове, Високобайрацька с/р, на захід 0,3 км.                 | 1944 р.                                     | місцева     | № 65 від 21.02.89                                       |
| 31   | 344 344/1 344/2 344/3 | Братська могила радянських воїнів. Пам'ятний знак воїнам-землякам. Пам'ятний знак І. Г. Шабанову — Герою Радянського Союзу. Поховано 1073 воїни        | с. Карлівка, Карлівська с/р, центр                                   | 1944 р. 1941—1945 р.                        | місцева     | № 404 від 17.09.69                                      |
| 32   | 341                   | Братська могила радянських воїнів. Поховано 39 воїнів                                                                                                  | с. Катеринівка, Обознівська с/р, біля кафе                           | 1944 р.                                     | місцева     | № 404 від 17.09.69                                      |
| 33   | 342                   | Братська могила радянських воїнів. Поховано 20 воїнів                                                                                                  | с. Клинці, Клинцівська с/р, біля Будинку культури                    | 1944 р.                                     | місцева     | № 404 від 17.09.69                                      |
| 34   | 1271                  | Пам'ятник воїнам-землякам | с. Клинці, Клинцівська с/р, центр                                    | 1941—1945 рр.                               | місцева     | № 149 від 10.05.88                                      |
| 35   | 343                   | Могила Карпенка-Карого І. К. (Тобілевіча) — основоположника українського професійного театру                                                           | с. Корлюгівка, Миколаївська с/р, кладовище                           | 1907 р.                                     | національна | № 404 від 17.09.69                                      |
| 36   | 345                   | Братська могила радянських воїнів. Поховано 172 воїни                                                                                                  | с. Лозуватка, Великосеверинівська с/р, біля школи                    | 1944 р.                                     | місцева     | № 404 від 17.09.69                                      |
| 37   | 346                   | Пам'ятник воїнам-землякам | с. Лозуватка, Великосеверинівська с/р, біля школи                    | 1941—1945 р.                                | місцева     | № 404 від 17.09.69                                      |
| 38   | 2257                  | Братська могила радянських воїнів. Поховано 19 воїнів                                                                                                  | с. Лісне, Олексіївська с/р, центр                                    | 1944 р.                                     | місцева     | № 104 від 15.04.91                                      |
| 39   | 347-н 347-н/1 347-н/2 | «Хутір Надія» — садиба Карпенка-Карого І. К. (Тобілевича) — основоположника українського професійного театру. Будинок. Пам'ятник Карпенку-Карому І. К. | с. Миколаївка Миколаївська с/р                                       | Кінець XIX ст. Кінець XIX ст. 1845—1907 рр. | національна | № 404 від 17.09.69 пост. КМУ від 27.12.2001 року № 1761 |
| 40   | 348                   | Братська могила радянських воїнів. Поховано 242 воїни                                                                                                  | с. Миколаївка, Миколаївська с/р, біля адмін. будинку                 | 1944 р.                                     | місцева     | № 404 від 17.09.69                                      |
| 41   | 349                   | Пам'ятний знак воїнам-землякам | с. Миколаївка, Миколаївська с/р, біля адмін. будинку                 | 1941—1945 рр.                               | місцева     | № 404 від 17.09.69                                      |
| 42   | 2229                  | Братська могила радянських воїнів. Поховано 3 воїни.                                                                                                   | с. Миколаївськи Сади, Федорівська с/р, околиця                       | 1944 р.                                     | місцева     | № 65 від 21.02.89                                       |
| 43   | 350                   | Братська могила радянських воїнів. Поховано 176 воїнів                                                                                                 | с. Могутне, Могутненська с/р, біля школи                             | 1944 р.                                     | місцева     | № 404 від 17.09.69                                      |
| 44   | 351                   | Пам'ятний знак воїнам-землякам | с. Могутне, Могутненська с/р, центр                                  | 1941—1945 р.                                | місцева     | № 404 від 17.09.69                                      |
| 45   | 352                   | Братська могила радянських воїнів. Поховано 138 воїнів                                                                                                 | с. Молодецьке, Новоолександрівська с/р, околиця                      | 1944 р.                                     | місцева     | № 404 від 17.09.69                                      |
| 46   | 353                   | Братська могила радянських воїнів. Поховано 63 воїни                                                                                                   | с. Назарівка, Назарівська с/р, біля Будинку культури                 | 1944 р.                                     | місцева     | № 404 від 17.09.69                                      |
| 47   | 354                   | Братська могила радянських воїнів, серед похованих Полинкін Д. П. — Герой Радянського Союзу. Поховано 156 воїнів                                       | с. Нова Павлівка, Соколівська с/р, біля школи                        | 1944 р.                                     | місцева     | № 404 від 17.09.69                                      |
| 48   | 355                   | Братська могила радянських воїнів. Поховано 101 воїн                                                                                                   | с. Новоолександрівка, Новоолександрівська с/р, центр                 | 1944 р.                                     | місцева     | № 404 від 17.09.69                                      |
| 49   | 356                   | Пам'ятний знак воїнам-землякам | с. Новоолександрівка, Новоолександрівська с/р, центр                 | 1941—1945 рр.                               | місцева     | № 404 від 17.09.69                                      |
| 50   | 357                   | Пам'ятник Ватутіну М. В. — радянському військовому діячу                                                                                               | с. Новоолександрівка, Новоолександрівська с/р, біля Будинку культури | 1901—1944 рр.                               | місцева     | № 404 від 17.09.69                                      |
| 51   | 358                   | Братська могила радянських воїнів. Поховано 174 воїни                                                                                                  | с. Обознівка, Обознівська с/р, біля адмін. будинку                   | 1944 р.                                     | місцева     | № 404 від 17.09.69                                      |
| 52   | 359                   | Пам'ятний знак воїнам-землякам | с. Обознівка, Обознівська с/р, біля бібліотеки                       | 1941—1945 рр.                               | місцева     | № 404 від 17.09.69                                      |
| 53   | 360 360/1 360/2       | Братська могила радянських воїнів. Пам'ятний знак воїнам-землякам. Поховано 182 воїни                                                                  | с. Олексіївка, Олексіївська с/р, південно-східна околиця             | 1944 р. 1941—1945 рр.                       | місцева     | № 404 від 17.09.69                                      |
| 54   | 361 361/1 361/2       | Братська могила радянських воїнів. Пам'ятний знак воїнам-землякам. Поховано 407 воїнів                                                                 | с. Овсяниківка, Овсяниківська с/р, біля адмін. будинку               | 1944 р. 1941—1945 рр.                       | місцева     | № 404 від 17.09.69                                      |
| 55   | 362 362/1 362/2       | Братська могила радянських воїнів (поховано 266 воїнів). Пам'ятний знак Венгеровському І. С. — голові ревкому                                          | с. Осикувате, Олексіївська с/р, біля Будинку культури                | 1944 р., 1922 р.                            | місцева     | № 404 від 17.09.69, № 301 від 25.06.82                  |
| 56   | 363                   | Братська могила радянських воїнів. Поховано 233 воїни                                                                                                  | с. Оситняжка, Оситнязька с/р, центр                                  | 1944 р.                                     | місцева     | № 404 від 17.09.69                                      |
| 57   | 364                   | Братська могила радянських воїнів. Поховано 75 воїнів                                                                                                  | с. Пушкіне, Оситнязька с/р, біля школи                               | 1944 р.                                     | місцева     | № 404 від 17.09.69                                      |
| 58   | 365                   | Пам'ятний знак воїнам-землякам | с. Оситняжка, Оситнязька с/р, центр                                  | 1941—1945 рр.                               | місцева     | № 404 від 17.09.69                                      |
| 59   | 366                   | Братська могила радянських воїнів. Поховано 69 воїнів                                                                                                  | с. О-Косогорівка, Миколаївська с/р, біля Буд культури                | 1944 р.                                     | місцева     | № 404 від 17.09.69                                      |
| 60   | 2258                  | Братська могила радянських воїнів. Поховано 56 воїнів                                                                                                  | с. О-Косогорівка, Миколаївська с/р, кладовище                        | 1944 р.                                     | місцева     | № 104 від 15.04.91                                      |
| 61   | 367                   | Братська могила радянських воїнів. Поховано 111 воїнів                                                                                                 | с. Первозванівка, Первозванівська с/р, околиця                       | 1944 р.                                     | місцева     | № 404 від 17.09.69                                      |
| 62   | 2259                  | Братська могила підпільників і мирних жителів. Кількість похованих невідома                                                                            | с. Первозванівка, Первозванівська с/р, кар'єр                        | 1944 р.                                     | місцева     | № 104 від 15.04.91                                      |
| 63   | 2260                  | Братська могила підпільників і мирних жителів. Кількість похованих невідома                                                                            | с. Первозванівка, Первозванівська с/р, біля ставка                   | 1944 р.                                     | місцева     | № 104 від 15.04.91                                      |
| 64   | 368                   | Пам'ятний знак воїнам-землякам | с. Первозванівка, Первозванівська с/р, біля Будинку культури         | 1941—1945 рр.                               | місцева     | № 404 від 17.09.69                                      |
| 65   | 369                   | Братська могила радянських воїнів. Поховано 84 воїни                                                                                                   | с. Підгайці, Великосеверинівська с/р, біля клубу                     | 1944 р.                                     | місцева     | № 404 від 17.09.69                                      |
| 66   | 370 370/1 370/2       | Братська могила радянських воїнів. Пам'ятний знак воїнам-землякам. Поховано 156 воїнів                                                                 | с. Покровське, Покровська с/р, біля адмін. будинку                   | 1944 р., 1941—1945 рр.                      | місцева     | № 404 від 17.09.69                                      |
| 67   | 371                   | Братська могила радянських воїнів. Поховано 264 воїни                                                                                                  | с. Созонівка, Созонівська с/р, біля дитсадка                         | 1944 р.                                     | місцева     | № 404 від 17.09.69                                      |
| 68   | 372                   | Пам'ятник воїнам-землякам | с. Соколівське, Соколівська с/р, біля клубу                          | 1941—1945 рр.                               | місцева     | № 404 від 17.09.69                                      |
| 69   | 373                   | Братська могила радянських воїнів. Поховано 45 воїнів                                                                                                  | с. Степове, Степова с/р, центр                                       | 1944 р.                                     | місцева     | № 404 від 17.09.69                                      |
| 70   | 374                   | Братська могила радянських воїнів. Поховано 389 воїнів                                                                                                 | с. Федорівка, Федорівська с/р, біля Будинку культури                 | 1944 р.                                     | місцева     | № 404 від 17.09.69                                      |
| 71   | 2230 2230/1 2230/2    | Братська могила підпільників-партизан, могила Камардаша Т.                                                                                             | с. Федорівка, Федорівська с/р, біля тракторної бригади № 2           | 1944 р. 1941 р.                             | місцева     | № 65 від 21.02.89                                       |
| 72   | 2231 2231/1 2231/2    | Братські могили радянських воїнів. Поховано 4 воїни | с. Федорівка, Федорівська с/р, кладовище                             | 1944 р.                                     | місцева     | № 65 від 21.02.89                                       |
| 73   | 1008                  | Пам'ятний знак на честь партизан та Стратієнка А. Ф. — командира партизанського загону.                                                                | с. Федорівка, Федорівська с/р, біля адмін. будинку                   | 1918—1921 рр.                               | місцева     | № 301 від 25.06.82                                      |
| 74   | 375                   | Пам'ятний знак воїнам-землякам | с. Федорівка, Федорівська с/р, біля адмін. будинку                   | 1941—1945 рр.                               | місцева     | № 404 від 17.09.69                                      |
| 75   | 376                   | Братська могила радянських воїнів. Поховано 122 воїни                                                                                                  | с. Червоний Яр, Червоноярська с/р, біля магазину                     | 1944 р.                                     | місцева     | № 404 від 17.09.69                                      |
| 76   | 377                   | Пам'ятний знак воїнам-землякам | с. Червоний Яр, Червоноярська с/р, біля магазину                     | 1941—1945 рр.                               | місцева     | № 404 від 17.09.69                                      |
| 77   | 378                   | Братська могила радянських воїнів. Поховано 52 воїни                                                                                                   | с. Черняхівка, Соколівська с/р, біля клубу                           | 1944 р.                                     | місцева     | № 404 від 17.09.69                                      |
| 78   | 379                   | Братська могила радянських воїнів. Поховано 162 воїни                                                                                                  | с. Шевченкове, Миколаївська с/р, біля клубу                          | 1944 р.                                     | місцева     | № 404 від 17.09.69                                      |
| 79   | 380                   | Пам'ятний знак воїнам-землякам | с. Шевченкове, Миколаївська с/р, біля клубу                          | 1941—1945 рр.                               | місцева     | № 404 від 17.09.69                                      |
|      |                       | |                                                                      |                                             |             |                                                         |